# Craig Gower
Craig Gower (Penrith, 29 aprile 1978) è un ex rugbista a 13 e a 15 italo-australiano, internazionale di rugby a 13 per l'Australia e per l'Italia nel ruolo di mediano di mischia e per l'Italia di rugby a 15 nei ruoli di mediano d'apertura o centro; dal 2008 al 2011 ha militato nel XV nella formazione francese del Bayonne; tornato al XIII nel 2011, ha militato nel 2013 nei Newcastle Knights (Australia).

## Biografia

### Rugby a 13
La carriera rugbistica di Gower iniziò nel 1996, a 18 anni: nato a Penrith, cittadina a circa 50 km da Sydney, da giocatore di rugby XIII esordì in campionato con il Penrith Panthers, suo unico club di tutta la carriera tredicista: con tale squadra vinse la National Rugby League, campionato a XIII di massima divisione australiano, nel 2003; rappresentò inoltre il Nuovo Galles del Sud nello State of Origin match, incontro che vede annualmente a confronto la selezione di tale Stato contro quella del Queensland.
Esordì nella selezione australiana a 13, i Kangaroos, nel 1999 e con essa disputò la Coppa del Mondo 2000, vinta battendo in finale la Nuova Zelanda.
Furono 18, in totale, i match disputati con la Nazionale tredicista del suo Paese, della quale divenne capitano nel 2005.
Il suo ultimo anno della prima parte di carriera nel XIII fu il 2007: lasciò i Panthers dopo 11 stagioni e 238 incontri di campionato.

### Rugby a 15
Passato al XV, fu ingaggiato nel 2007 dal club francese del Bayonne; nella nuova disciplina ricoprì i ruoli di mediano d'apertura o, più frequentemente, centro.
Nel ruolo di apertura suscitò l'interesse dell'allora C.T. della Nazionale italiana Nick Mallett: un nonno di Gower, infatti, proveniva da Gubbio, cosa questa che gli garantì l'idoneità secondo le regole di governo della disciplina di diventare internazionale per la selezione azzurra.
Mallett lo fece esordire il 13 giugno 2009 nel ruolo di apertura a Canberra per il primo dei due test match previsti contro l'Australia nel quadro del tour italiano dell'Emisfero Sud.
Dopo 2 anni di professionismo nel XV, Gower annunciò nell'agosto 2011 di non essere più interessato a continuare in tale disciplina e di voler tornare a giocare a XIII, accettando un contratto con i London Broncos (ex Harlequins XIII).
Le ragioni dell'abbandono del XV, che furono oggetto di polemica in seno alla Federazione Italiana Rugby in quanto il giocatore era considerato essenziale in ottica Coppa del Mondo di rugby 2011, risiedono nel fatto che Gower non trovò un club che gli garantisse lo stesso trattamento economico garantitogli da altre compagini professionistiche a XIII; contestualmente accettò la chiamata della Federazione italiana di rugby a 13 per rappresentare gli Azzurri in tale specialità, estendendo l'impegno anche alla Coppa del Mondo 2013 dove però non partecipò a causa di un infortunio.
A giugno 2013 tornò in Australia nei Newcastle Knights, e a fine stagione annunciò il suo ritiro.

## Palmarès

### Rugby a 13
- Coppa del mondo: 1
Australia: 2000
- National Rugby League: 1
Penrith Panters: 2003